# Jonas Larholm
Jonas Erik Larholm, (Göteborg 3. lipnja 1982.), švedski rukometaš koji trenutačno igra u Mađarskoj za SC Pick Szeged.  Za svoj matični klub IK Sävehof igrao je do 2006. i s njim dva puta osvojio švedsko prvenstvo (šved. Allsvenskan) 2004 i 2005. godine. Poslije prelazi u Španjolsku i igra za Barcelonu. Bio je član švedske rukometne reprezentacije do 21 godine starosti koja je osvojila prvo mjesto na SP u Brazilu 2003. godine.
Prvu utakmicu za švedsku rukometnu reprezentaciju odigrao je 2001.